# ISO 3166-2:ST
ISO 3166-2:ST – kody ISO 3166-2 dla Wysp Świętego Tomasza i Książęcej.
Kody ISO 3166-2 to część standardu ISO 3166 publikowanego przez Międzynarodową Organizację Normalizacyjną. Kody te są przypisywane głównym jednostkom podziału administracyjnego, takim jak np. województwa czy stany, każdego kraju posiadającego kod w standardzie ISO 3166-1.
Aktualnie (2017) dla Wysp Świętego Tomasza i Książęcej zdefiniowano kody dla 2 prowincji.
Pierwsza część oznaczenia to kod Wysp Świętego Tomasza i Książęcej zgodnie z ISO 3166-1, natomiast druga część oznaczenia znajdująca się po myślniku to jednoliterowy kod jednostki administracyjnej.

## Kody ISO
| Kod ISO | Nazwa jednostki administracyjnej | Rodzaj jednostki administracyjnej |
| ------- | -------------------------------- | --------------------------------- |
| ST-P    | Wyspa Książęca                   | prowincja                         |
| ST-S    | Wyspa Świętego Tomasza           | prowincja                         |